# Eugene Laverty
Eugene Laverty (Toome, 3 giugno 1986) è un pilota motociclistico britannico, ritiratosi dall'attività agonistica.
Anche due suoi fratelli, Michael Laverty e John Laverty, hanno gareggiato come piloti professionisti.

## Carriera

### Campionato britannico e Motomondiale
Iniziò a correre nel campionato britannico 125 nel 2002, realizzando il primo podio, un secondo posto, e chiudendo il campionato in quattordicesima posizione finale con 41 punti, alle spalle del fratello John che chiuse a 39 punti. Nel 2003 partecipò alla stesso campionato, vinse la sua prima gara ma realizzò altri piazzamenti a podio, chiuse il campionato in settima posizione con 81 punti. Nel 2004 alla sua terza stagione nella classe 125 del campionato britannico, Laverty vinse quattro gare e si piazzò a podio in nove delle tredici gare disputate, chiudendo il campionato in seconda posizione con 203, con uno svantaggio sul vincitore di 21 punti.
Sempre nel 2004 esordì nel motomondiale partecipando al Gran Premio di Gran Bretagna nella classe 125, con una Honda RS 125 R del team Red Bull Rookies, con cui si piazzò in venticinquesima posizione senza ottenere punti.
Nella stagione 2005 tornò nel campionato britannico passando però alla classe Supersport, dove ottenne il primo podio con una terza posizione e chiuse il campionato in nona posizione con 84 punti. Nel 2006 rimase nella stessa categoria e vinse quattro gare piazzandosi a podio in sette gare delle undici disputate. Chiuse il campionato in terza posizione finale con 152 punti, davanti a Leon Camier e alle spalle di Cal Crutchlow (+90 punti) e Tom Sykes (+20 punti).
Nella stagione 2007 tornò nel motomondiale ma questa volta nella classe 250 come pilota titolare. Gareggiò con una Honda RS 250 R del team Honda LCR con cui ottenne due quattordicesimi posti come migliori risultati in gara e si piazzò al termine del campionato in 25º posizione con 6 punti. Nel 2008 rimase nella stessa categoria ma cambiò moto e squadra, passando all'Aprilia RSV 250 della squadra Blusens Aprilia. Il 18 settembre dello stesso anno, Laverty interruppe in anticipo il rapporto con la squadra spagnola.

### Mondiale Supersport
Laverty esordì nella Campionato mondiale Supersport come sostituto, il 7 settembre 2008, durante il GP d'Europa in sella alla Yamaha YZF-R6 dell'infortunato Fabien Foret, piazzandosi in dodicesima posizione. Nel successivo GP di Vallelunga, Laverty realizzò il primo piazzamento a podio, chiudendo la gara in terza posizione.
Nel 2009 passò a tempo pieno al mondiale Supersport con una Honda CBR600RR del team Parkalgar Honda. Il 14 marzo 2009 in occasione del Gran Premio del Qatar, svoltosi sul circuito di Losail e valido come seconda prova del campionato mondiale, ottenne la prima vittoria nella categoria, la sua prima in un campionato del mondo. Vinse di nuovo in Olanda e in Sudafrica, dove segnò il suo primo giro veloce. Il 24 ottobre 2009 ottenne la sua prima pole position in carriera durante il Gran Premio del Portogallo svoltosi sul circuito di Portimão e valido come ultima prova del mondiale, riuscendo a sfruttarla il giorno successivo andando a vincere la gara. Concluse la sua prima stagione completa con quattro vittorie, otto podi complessivi, una pole position e un giro veloce, piazzandosi al secondo posto nella classifica generale con 236 punti, preceduto di soli 7 punti dal campione del mondo Cal Crutchlow.
Nel 2010 continuò nel mondiale Supersport confermato alla guida della CBR600RR del team Parkalgar Honda. Anche in questa stagione si posizionò secondo nella classifica piloti perdendo il titolo all'ultima gara per poche lunghezze, sconfitto da Sofuoğlu, anche lui con la CBR600RR ma del team HANNspree Ten Kate Honda, per soli 11 punti. A ulteriore testimonianza di un'annata di assoluto livello sono le 8 vittorie stagionali, 10 podi totali, 5 pole position e 5 giri veloci.

### Mondiale Superbike

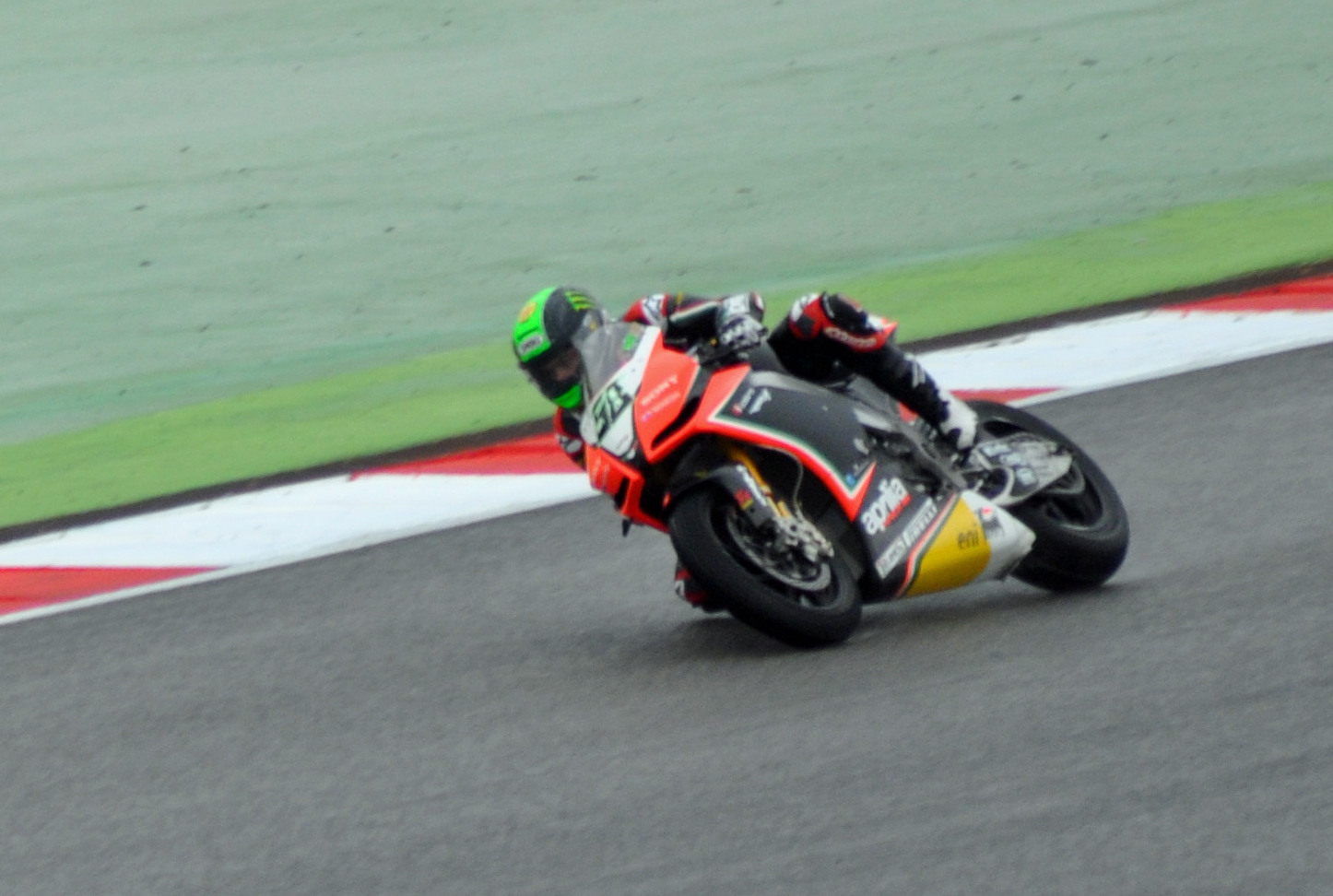
Laverty nel 2012 a Portimão in sella all'Aprilia RSV4 Factory.

Nel 2011 si spostò nel campionato mondiale Superbike portando in pista la Yamaha YZF R1 del team ufficiale Yamaha World Superbike. Chiuse la sua stagione d'esordio quarto in classifica, con 303 punti e due vittorie (entrambe le manche del GP d'Italia a Monza). Nel 2012 passò alla Aprilia RSV4 Factory del team ufficiale Aprilia Racing. Al termine della stagione si classificò al sesto posto con una sola vittoria, aiutando la squadra a vincere il titolo costruttori. Nel 2013, sempre con la stessa squadra migliora ulteriormente la sua posizione, raggiungendo il secondo posto in campionato, dopo aver lottato fino all'ultimo per il titolo mondiale con il britannico Tom Sykes. Nel 2014 passò al team Voltcom Crescent Suzuki in sella a una Suzuki GSX-R1000 ottenendo una vittoria nella gara d'esordio a Phillip Island, il resto della stagione fu però avaro di soddisfazioni e chiuso con un decimo posto in classifica.

### MotoGP
Nel 2015 si tornò nel motomondiale esordendo nella classe MotoGP, in sella a una Honda RC213V-RS in configurazione Open dell'Aspar Team. Chiuse la stagione al ventiduesimo posto in classifica con nove punti. Nel 2016 rimase nello stesso team, questa volta alla guida di una Ducati Desmosedici; con compagno di squadra Yonny Hernández. Alla seconda gara al GP d'Argentina ottenne il quarto posto, suo miglior risultato in carriera nel motomondiale. Concluse la stagione al 13º posto con 77 punti.

### Ritorno in Superbike
Dopo le ultime due stagioni in MotoGP, tornò nel 2017 a competere nel mondiale Superbike, prendendovi parte con una Aprilia RSV4 RF del team Milwaukee Aprilia, con l'italiano Lorenzo Savadori come compagno di squadra. Chiuse la stagione al decimo posto in classifica piloti con centocinquantasette punti ottenuti. Nel 2018 è nuovamente pilota titolare nel mondiale Superbike, con lo stesso squadra e la stessa moto della stagione precedente. In occasione del Gran Premio degli Stati Uniti, con il terzo posto ottenuto in gara 2, riportò l'Aprilia sul podio nel mondiale Superbike, dopo quasi due anni. Ottenne una Superpole nel Gran Premio di Portogallo. Chiuse la stagione all'ottavo posto in classifica mondiale. Nel 2019 passò al Team Goeleven che gli affidò una Ducati Panigale V4 R partecipando inoltre al Trofeo Indipendenti. In questa stagione fu costretto a saltare diverse gare a causa di un infortunio accorso nello svolgimento delle prime prove libere del Gran Premio di Imola. Il suo posto in squadra, in questo frangente, venne preso dal britannico Thomas Bridewell e dall'italiano Lorenzo Zanetti. Ottenne ottantuno punti, che gli consentirono di chiudere al quindicesimo posto in classifica piloti e al settimo nel Trofeo Indipendenti. Nel 2020 passò alla BMW S1000 RR nel team ufficiale BMW Motorrad, con Tom Sykes come compagno di squadra. Conquistò la Superpole a Magny-Cours e concluse la stagione al quindicesimo posto con cinquantacinque punti.
Nel 2021 rimase in BMW traferendosi nel RC squadra corse, equipaggiato con la BMW M 1000 RR. Disputa con la squadra quattro gran premi, ma a partire dal GP d'Olanda 2021 la sua squadra si ritira, lasciando il pilota irlandese senza motocicletta. Venne richiamato dalla squadra ufficiale BMW in sostituzione dell'infortunato Tom Sykes per il GP di Spagna a Jerez. A fine stagione i quaranta punti ottenuti valgono il diciannovesimo posto in classifica piloti, mentre quelli conquistati nella prima parte di stagione con RC il tredicesimo nella graduatoria del Trofeo Indipendenti. Nel 2022 è pilota titolare con il team Bonovo Action BMW, il compagno di squadra è Loris Baz. Totalizza 36 punti classificandosi sedicesimo nel mondiale e sesto nel Trofeo Indipendenti. Al termine di quest'annata decide di ritirarsi dall'attività agonistica, rimane legato al Team Bonovo dedicandosi ad attività di supporto alla squadra e ai piloti.

## Biografia
Il 19 novembre 2010, in un'intervista alla RTÉ, la TV di stato della Repubblica d'Irlanda, il pilota dichiarò "di aver scelto di essere irlandese piuttosto che britannico, ma di poter essere entrambi". Specificò anche di "rimanere fuori dall'aspetto politico" e aggiunse di vedere "l'Irlanda come una massa continentale, non importa di venire dal nord o dal sud".

## Risultati in gara

### Motomondiale
| 2004 | Classe | Moto  |  |  |  |  |  |  |  |  |    |  |  |  |  |  |  |  |  |  | Punti | Pos. |
| ---- | ------ | ----- |  |  |  |  |  |  |  |  | -- |  |  |  |  |  |  |  |  |  | ----- | ---- |
| 2004 | 125    | Honda |  |  |  |  |  |  |  |  | 25 |  |  |  |  |  |  |  |  |  | 0     |      |

| 2007 | Classe | Moto  |    |    |    |    |    |    |    |     |    |     |    |     |    |    |    |    |    |    | Punti | Pos. |
| ---- | ------ | ----- | -- | -- | -- | -- | -- | -- | -- | --- | -- | --- | -- | --- | -- | -- | -- | -- | -- | -- | ----- | ---- |
| 2007 | 250    | Honda | 18 | 14 | 17 | 17 | 15 | 20 | 19 | Rit | 21 | Rit | NE | Rit | 15 | 14 | 19 | 16 | 21 | 17 | 6     | 25º  |

| 2008 | Classe | Moto    |     |     |    |    |     |    |    |     |    |    |    |    |     |  |  |  |  |  | Punti | Pos. |
| ---- | ------ | ------- | --- | --- | -- | -- | --- | -- | -- | --- | -- | -- | -- | -- | --- |  |  |  |  |  | ----- | ---- |
| 2008 | 250    | Aprilia | Rit | Rit | 15 | 13 | Rit | 13 | 16 | Rit | 16 | 15 | NE | 16 | Rit |  |  |  |  |  | 8     | 21º  |

| 2015 | Classe | Moto  |    |    |    |    |    |    |    |     |    |    |     |    |    |    |    |    |    |     | Punti | Pos. |
| ---- | ------ | ----- | -- | -- | -- | -- | -- | -- | -- | --- | -- | -- | --- | -- | -- | -- | -- | -- | -- | --- | ----- | ---- |
| 2015 | MotoGP | Honda | 18 | 16 | 17 | 18 | 14 | 15 | 12 | Rit | 17 | 19 | Rit | 17 | 19 | 14 | 17 | 19 | 19 | Rit | 9     | 22º  |

| 2016 | Classe | Moto   |    |   |    |   |    |    |    |   |    |    |   |    |    |    |     |    |    |    | Punti | Pos. |
| ---- | ------ | ------ | -- | - | -- | - | -- | -- | -- | - | -- | -- | - | -- | -- | -- | --- | -- | -- | -- | ----- | ---- |
| 2016 | MotoGP | Ducati | 12 | 4 | 12 | 9 | 11 | 13 | 13 | 7 | 11 | 18 | 6 | 12 | 14 | 14 | Rit | 14 | 12 | 16 | 77    | 13º  |

| Legenda | 1º posto        | 2º posto            | 3º posto            | A punti      | Senza punti        | Grassetto – Pole position Corsivo – Giro più veloce |
| Legenda | Gara non valida | Non qual./Non part. | Ritirato/Non class. | Squalificato | '-' Dato non disp. | Grassetto – Pole position Corsivo – Giro più veloce |

### Campionato mondiale Supersport
| 2008 | Moto   |  |  |  |  |  |  |  |  |  |    |   |  |  |  | Punti | Pos. |
| ---- | ------ |  |  |  |  |  |  |  |  |  | -- | - |  |  |  | ----- | ---- |
| 2008 | Yamaha |  |  |  |  |  |  |  |  |  | 12 | 3 |  |  |  | 20    | 21º  |

| 2009 | Moto  |   |   |   |   |   |   |   |   |   |   |   |   |    |   | Punti | Pos. |
| ---- | ----- | - | - | - | - | - | - | - | - | - | - | - | - | -- | - | ----- | ---- |
| 2009 | Honda | 5 | 1 | 9 | 1 | 4 | 1 | 2 | 2 | 5 | 5 | 2 | 2 | 13 | 1 | 236   | 2º   |

| 2010 | Moto  |   |    |   |   |   |   |   |   |     |   |   |   |   |  | Punti | Pos. |
| ---- | ----- | - | -- | - | - | - | - | - | - | --- | - | - | - | - |  | ----- | ---- |
| 2010 | Honda | 1 | 11 | 5 | 1 | 1 | 1 | 2 | 1 | Rit | 1 | 1 | 3 | 1 |  | 252   | 2º   |

| Legenda | 1º posto        | 2º posto            | 3º posto           | A punti      | Senza punti        | Grassetto – Pole position Corsivo – Giro più veloce |
| Legenda | Gara non valida | Non qual./Non part. | Ritirato/Non class | Squalificato | '-' Dato non disp. | Grassetto – Pole position Corsivo – Giro più veloce |

### Campionato mondiale Superbike
| 2011 | Moto   |   |    |     |    |   |   |   |   |   |   |   |    |   |   |   |   |   |   |   |   |   |   |   |   |    |   |  |  | Punti | Pos. |
| ---- | ------ | - | -- | --- | -- | - | - | - | - | - | - | - | -- | - | - | - | - | - | - | - | - | - | - | - | - | -- | - |  |  | ----- | ---- |
| 2011 | Yamaha | 4 | 15 | Rit | 14 | 7 | 6 | 1 | 1 | 5 | 4 | 5 | 13 | 4 | 6 | 5 | 5 | 2 | 2 | 4 | 5 | 5 | 4 | 5 | 3 | 19 | 2 |  |  | 303   | 4º   |

| 2012 | Moto    |     |   |   |   |   |   |    |   |    |     |   |   |   |     |   |   |   |   |    |   |   |     |   |   |    |   |   |   | Punti | Pos. |
| ---- | ------- | --- | - | - | - | - | - | -- | - | -- | --- | - | - | - | --- | - | - | - | - | -- | - | - | --- | - | - | -- | - | - | - | ----- | ---- |
| 2012 | Aprilia | Rit | 8 | 5 | 6 | 5 | 3 | AN | 3 | 15 | Rit | 5 | 6 | 7 | Rit | 5 | 2 | 5 | 5 | 10 | 4 | 4 | Rit | 2 | 2 | 13 | 1 | 7 | 4 | 263,5 | 6º   |

| 2013 | Moto    |   |   |    |     |   |   |   |   |   |   |     |   |   |     |     |    |   |   |    |   |   |   |   |   |   |   |   |   | Punti | Pos. |
| ---- | ------- | - | - | -- | --- | - | - | - | - | - | - | --- | - | - | --- | --- | -- | - | - | -- | - | - | - | - | - | - | - | - | - | ----- | ---- |
| 2013 | Aprilia | 2 | 1 | NC | Rit | 4 | 1 | 3 | 1 | 7 | 3 | Rit | 1 | 3 | Rit | Rit | AN | 2 | 3 | 15 | 2 | 1 | 1 | 3 | 1 | 3 | 2 | 1 | 1 | 424   | 2º   |

| 2014 | Moto   |   |     |   |   |     |     |   |   |     |    |   |   |   |   |   |   |     |   |   |   |    |     |   |     |  |  |  |  | Punti | Pos. |
| ---- | ------ | - | --- | - | - | --- | --- | - | - | --- | -- | - | - | - | - | - | - | --- | - | - | - | -- | --- | - | --- |  |  |  |  | ----- | ---- |
| 2014 | Suzuki | 1 | Rit | 5 | 6 | Rit | Rit | 7 | 9 | Rit | 13 | 3 | 7 | 9 | 7 | 8 | 9 | Rit | 4 | 6 | 6 | 19 | Rit | 9 | Rit |  |  |  |  | 161   | 10º  |

| 2017 | Moto    |   |    |     |    |   |   |   |   |    |   |    |     |   |   |     |   |    |     |   |   |   |    |   |     |   |   |  |  | Punti | Pos. |
| ---- | ------- | - | -- | --- | -- | - | - | - | - | -- | - | -- | --- | - | - | --- | - | -- | --- | - | - | - | -- | - | --- | - | - |  |  | ----- | ---- |
| 2017 | Aprilia | 8 | 10 | Rit | 15 | 8 | 9 | 8 | 8 | NC | 7 | 13 | Rit | 6 | 5 | Rit | 6 | 10 | Rit | 7 | 4 | 6 | 17 | 8 | Rit | 4 | 7 |  |  | 157   | 10º  |

| 2018 | Moto    |   |    |   |     |     |     |     |     |    |   |   |     |   |   |   |   |   |   |     |   |   |    |   |     |   |    |  |  | Punti | Pos. |
| ---- | ------- | - | -- | - | --- | --- | --- | --- | --- | -- | - | - | --- | - | - | - | - | - | - | --- | - | - | -- | - | --- | - | -- |  |  | ----- | ---- |
| 2018 | Aprilia | 8 | 15 | 9 | Rit | Inf | Inf | Inf | Inf | 12 | 9 | 6 | Rit | 6 | 4 | 4 | 3 | 3 | 8 | Rit | 7 | 9 | 11 | 5 | Rit | 4 | AN |  |  | 158   | 8º   |

| 2019 | Moto   |    |   |   |     |    |     |    |   |   |    |    |    |    |    |    |     |     |     |     |     |     |    |    |    |    |    |    |     |    |    |   |    |    |    |    |   |   |   |   |  |  |  | Punti | Pos. |
| ---- | ------ | -- | - | - | --- | -- | --- | -- | - | - | -- | -- | -- | -- | -- | -- | --- | --- | --- | --- | --- | --- | -- | -- | -- | -- | -- | -- | --- | -- | -- | - | -- | -- | -- | -- | - | - | - | - |  |  |  | ----- | ---- |
| 2019 | Ducati | 12 | 9 | 9 | Rit | NP | Rit | 15 | 6 | 6 | 14 | AN | 13 | NP | NP | NP | Inf | Inf | Inf | Inf | inf | Inf | NP | NP | NP | 11 | 14 | 12 | Rit | 15 | 14 | 9 | 13 | 12 | NP | 13 | 7 | 9 | 9 | 6 |  |  |  | 81    | 15º  |

| 2020 | Moto |    |    |    |    |    |     |    |    |    |    |    |    |   |    |    |    |    |   |     |    |    |    |    |    |  |  |  |  |  |  |  |  |  |  |  |  |  |  |  |  |  |  | Punti | Pos. |
| ---- | ---- | -- | -- | -- | -- | -- | --- | -- | -- | -- | -- | -- | -- | - | -- | -- | -- | -- | - | --- | -- | -- | -- | -- | -- |  |  |  |  |  |  |  |  |  |  |  |  |  |  |  |  |  |  | ----- | ---- |
| 2020 | BMW  | 11 | NP | NP | 15 | 13 | Rit | 10 | 20 | 12 | 16 | 16 | 14 | 8 | 14 | 11 | 11 | 11 | 7 | Rit | 15 | 14 | 12 | 16 | 12 |  |  |  |  |  |  |  |  |  |  |  |  |  |  |  |  |  |  | 55    | 15º  |

| 2021 | Moto |     |    |    |    |   |   |    |    |    |    |    |    |  |  |  |  |  |  |  |  |  |  |  |  |  |  |  |    |    |    |   |   |    |    |    |    |  |  |  |  |  |  | Punti | Pos. |
| ---- | ---- | --- | -- | -- | -- | - | - | -- | -- | -- | -- | -- | -- |  |  |  |  |  |  |  |  |  |  |  |  |  |  |  | -- | -- | -- | - | - | -- | -- | -- | -- |  |  |  |  |  |  | ----- | ---- |
| 2021 | BMW  | Rit | 16 | 17 | 18 | 8 | 9 | NP | 13 | 15 | 13 | 12 | 15 |  |  |  |  |  |  |  |  |  |  |  |  |  |  |  | 12 | AN | 11 | 9 | 9 | 10 | 13 | 15 | 16 |  |  |  |  |  |  | 40    | 19º  |

| 2022 | Moto |    |    |    |    |    |    |    |     |    |    |    |    |    |    |     |    |    |    |    |    |     |    |    |    |    |    |    |    |    |    |    |    |    |    |    |     |  |  |  |  |  |  | Punti | Pos. |
| ---- | ---- | -- | -- | -- | -- | -- | -- | -- | --- | -- | -- | -- | -- | -- | -- | --- | -- | -- | -- | -- | -- | --- | -- | -- | -- | -- | -- | -- | -- | -- | -- | -- | -- | -- | -- | -- | --- |  |  |  |  |  |  | ----- | ---- |
| 2022 | BMW  | 10 | 11 | 12 | NP | NP | NP | 15 | Rit | 14 | 13 | 12 | 14 | 20 | 23 | Rit | 19 | 18 | NP | 18 | 18 | Rit | 10 | 14 | 14 | 15 | 15 | 16 | 14 | 19 | 11 | 14 | 17 | 16 | 18 | 15 | Rit |  |  |  |  |  |  | 36    | 16º  |

| Legenda | 1º posto        | 2º posto            | 3º posto           | A punti      | Senza punti        | Grassetto – Pole position Corsivo – Giro più veloce |
| Legenda | Gara non valida | Non qual./Non part. | Ritirato/Non class | Squalificato | '-' Dato non disp. | Grassetto – Pole position Corsivo – Giro più veloce |